# Tabula Rasa (Пярт)
Tabula Rasa — двойной концерт для двух сольных скрипок, подготовленного фортепиано и камерного оркестра, написанный в 1977 году эстонским композитором Арво Пяртом и посвящённый скрипачу Гидону Кремеру. Название переводится с латыни как «чистая доска». Произведение состоит из двух частей: «Ludus» и «Silentium».

## История создания
В 1968 году Арво Пярт вступает в период творческого молчания, продлившегося вплоть до 1976 года, и, после крещения в православную веру, разрабатывает собственную технику композиции, получившую название «tintinnabuli». Эта техника заключается в соединении двух голосов: голоса мелодии (М-голоса), основанного на диатонике, и голоса тинтиннабули (Т-голоса), перемещающегося по звукам трезвучия.
После 1976 года Пярт сочиняет большинство своих самых известных работ: Fratres, Cantus памяти Бенджамина Бриттена, Summa и многие другие.
Tabula rasa была написана по просьбе дирижёра Эри Класа, друга Пярта. Клас попросил написать что-нибудь для сопровождения к предстоящему исполнению Concerto Grosso № 1 Альфреда Шнитке (написанного для двух скрипок, подготовленного фортепиано, клавесина и камерного оркестра), с той же оркестровкой и за три месяца.
Премьера состоялась 30 сентября 1977 года в Таллинне, Эстония, с Таллиннским камерным оркестром под управлением Эри Класа. Альфред Шнитке играл на подготовленном фортепиано, а партии солирующих скрипок исполнили Гидон Кремер и Татьяна Гринденко.
Tabula rasa является одним из самых ранних произведений, написанных в технике «тинтиннабули». Именно оно стало одним из первых сочинений Пярта, достигших западных слушателей и вышедших за пределы границ СССР.
Музыкальный критик газеты The New York Times Алан Козинн включил произведение Tabula Rasa в сотню наиболее значимых произведений классической музыки.

## Инструментовка
Tabula rasa написана для двух сольных скрипок (существует также редакция для сольной скрипки и альта), подготовленного фортепиано и камерного оркестра (первые и вторые скрипки, альт, виолончель, контрабас).
В партитуре содержится авторская пометка, согласно которой звук фортепиано может быть электрически усилен, чтобы характерные для препарированного фортепиано обертоны и призвуки были лучше слышны. Также Пярт точно указывает, какие именно винты должны быть использованы при подготовке фортепиано.

## Восприятие и влияние

### Известные исполнения
Первое исполнение Tabula Rasa в Таллинне в 1977 году стало большим успехом. Композитор Эркки-Свен Тюр, который был тогда ещё подростком, так отзывался о премьере: «Я был унесён куда-то ввысь. У меня было ощущение, что вечность касалась меня через эту музыку….никто не хотел хлопать в ладоши».

### Использование в кинематографе
- Фрагменты произведения были использованы в фильме «Покаяние».
- Вторая часть концерта звучит во втором эпизоде сериала «Молодой Папа» (в исполнении Гила Шахама, Адель Энтони и Гётеборгского симфонического оркестра под управлением Неэме Ярви).